# 長野県道373号北長野停車場線

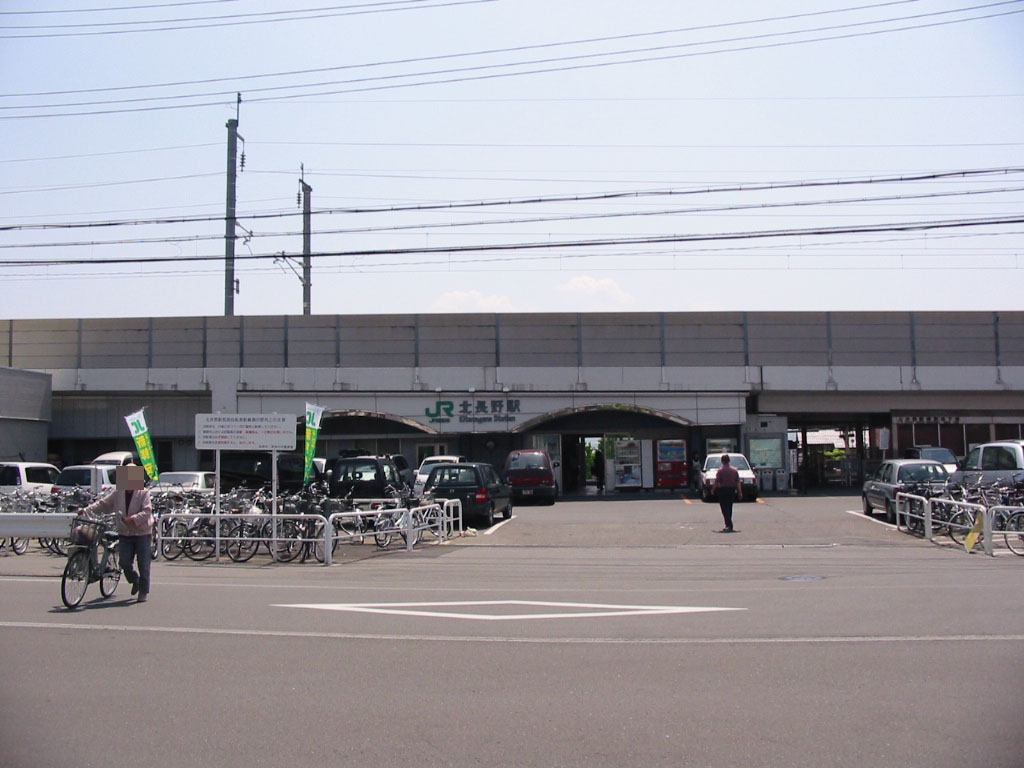
北長野駅

長野県道373号北長野停車場線（ながのけんどう373ごう きたながのていしゃじょうせん）は、長野県長野市を走る一般県道。

## 概要

### 路線データ
- 起点：長野市中越二丁目（しなの鉄道北長野駅）
- 終点：長野市吉田一丁目（長野吉田高校東交差点＝長野県道60号長野荒瀬原線交点）
- 延長：810m

## 重複区間
- 長野県道374号北長野停車場中俣線（北長野駅前交差点・吉田小学校前交差点間）

## 歴史

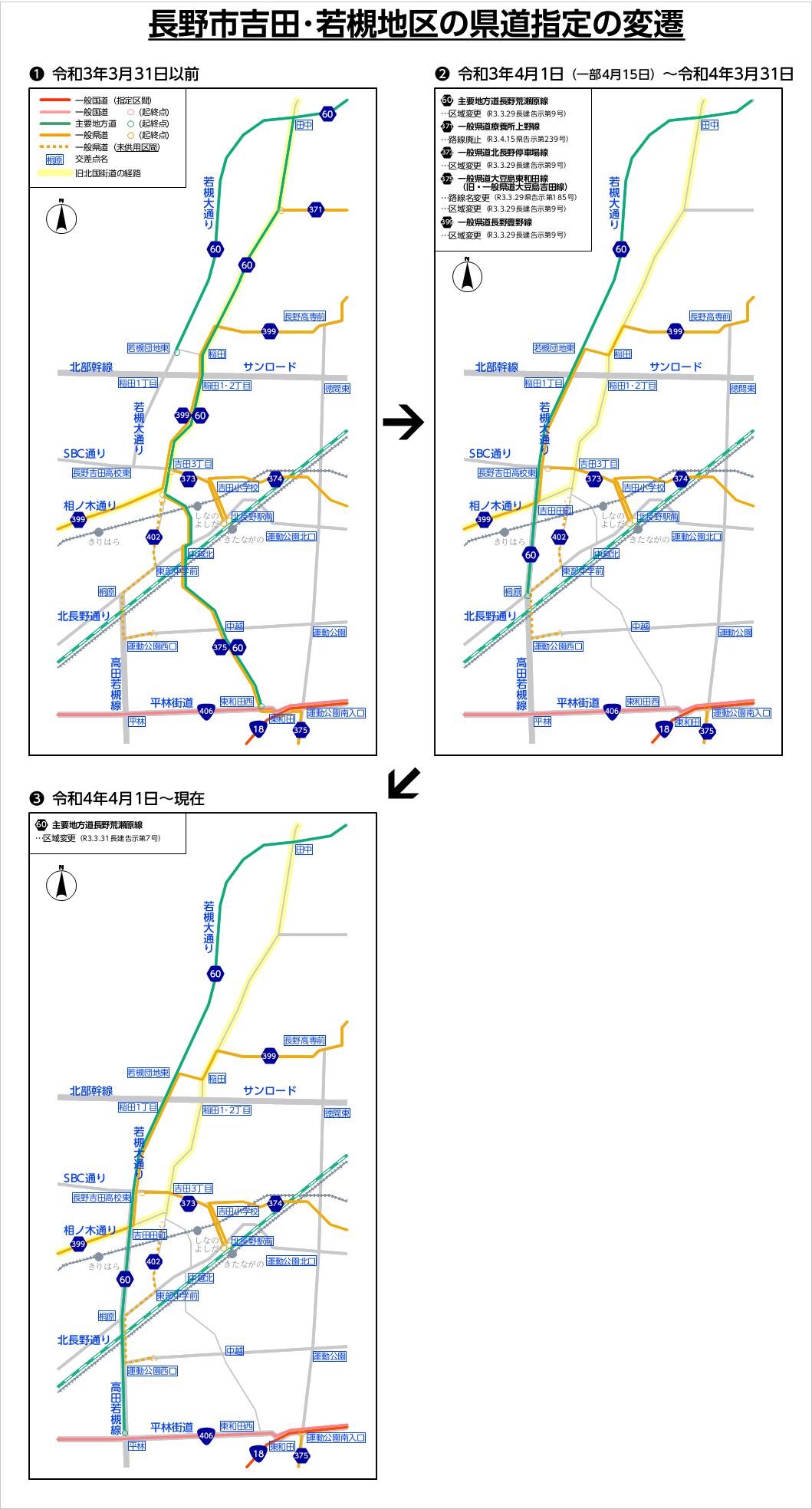
長野市吉田・若槻地区の県道指定の変遷

- 2021年（令和3年）4月1日 - 区域変更。高田若槻線開通に伴う長野県道60号長野荒瀬原線の区域変更にあわせ、終点が吉田3丁目交差点から長野吉田高校東交差点に変更となる（256m延伸）[1]。

## 交差・接続する道路
- 北長野駅前交差点（長野市中越二丁目＝起点）
  - 長野市道（北長野通り）
- 吉田小学校前交差点（長野市吉田三丁目）
  - 長野県道374号北長野停車場中俣線
- 吉田3丁目交差点（長野市吉田三丁目）
  - 長野市道（北国街道）
- 長野吉田高校東交差点（長野市吉田一丁目＝終点）
  - 長野県道60号長野荒瀬原線（高田若槻線・若槻大通り）

↓ 長野市道（SBC通り）

## 沿道
- しなの鉄道北長野駅
- 長野電鉄信濃吉田駅
- ながの東急ライフ
- ノルテながの
  - 長野市役所吉田支所